# Filippo Tagliani
Filippo Tagliani (Gavardo, província de Brescia, 14 d'agost 1995) és un ciclista italià, actualment corre a l'equip amateur del Androni Giocattoli-Sidermec.

## Palmarès
- 2017
  - 1r al Gran Premi ciclista de Gemenc i vencedor de 2 etapes
  - 1r al Gran Premi Polverini Arredamenti
- 2018
  - Vencedor de 2 etapes als Boucles du Haut-Var
  - 1r al Gran Premi de Puyloubier
  - 1r a la Copa San Geo
  - 1r al Gran Premi San Giuseppe
  - 1r al Trofeu Gruppo Meccaniche Luciani
  - 1r a la Coppa Ciuffenna
- 2019
  - 1r a la La Bolghera
  - 1r al Trofeu Papà Cervi
  - 1r a la Copa Messapica
  - 1r al Gran Premi Somma

### Resultats al Giro d'Itàlia
- 2021. 123è de la classificació general
- 2022. 143è de la classificació general